# (464272) 2015 UC66
(464272) 2015 UC66 es un asteroide perteneciente al cinturón de asteroides, descubierto el 23 de febrero de 1998 por el equipo Spacewatch desde el Observatorio Nacional de Kitt Peak (Arizona, Estados Unidos).